# María Teresa Londoño
María Teresa Londoño de Olaya (de soltera, Londoño Sáenz; Bogotá, 20 de mayo de 1882-Bogotá, 5 de mayo de 1962) fue una dama de sociedad colombiana.  
Ocupó el cargo protocolar de primera dama de la Nación durante el período de 1930 a 1934 por su matrimonio con Enrique Olaya Herrera, quien ocupó la presidencia de Colombia en el mismo período. Fue la primera esposa de un presidente que fue verdaderamente una figura pública en la sociedad colombiana durante el gobierno de su marido.

## Biografía
María Teresa Londoño Sáenz nació en Bogotá en 1882, en el hogar de una familia acomodada de Bogotá.  

### Primera dama de Colombia (1930- 1934)
Su esposo se presentó a las elecciones apoyado por el Partido Liberal, los comunistas, y el sector disidente del Partido Conservador, tras el debilitamiento del gobierno del conservador Miguel Abadía Méndez. 
María Teresa Londoño gozaba de una elevada posición social, lo cual ayudó mucho a su marido Enrique Olaya a ascender dentro de la sociedad y en su mismo partido, y finalmente ser electo presidente de Colombia, según comentarios de la época. Con la elección de Enrique Olaya como presidente, María Teresa se convirtió en primera dama de Colombia, entre 1930 y 1934.
Como detalle curioso, Olaya se hizo acompañar de su esposa y sus hijas durante su posesión presidencial, lo que representó un hito histórico por ser la primera vez en que un presidente se posesionaba con su familia presente en la ceremonia. También se especula que fue la primera esposa presidencial en tener su propia oficina con su propia secretaria.
Así mismo la familia presidencial gozó de amplio cubrimiento periodístico durante su estancia en el Palacio de San Carlos (sede del presidente hasta los años 80), siendo también pioneros en ello, además de que la familia Olaya Londoño precidió suntuosos bailes y reuniones a lo largo del cuaternio de Olaya.
Teresa organizó el programa "Colecta Patriótica", que fue llevada a cabo por las mujeres colombianas en octubre de 1932 a raíz del conflicto con el Perú y buscaba la consecución de fondos para financiar el conflicto contra ése país. Teresa también involucró a sus dos hijas en las labores como primera dama y en general en las obras que apoyaban al presidente Olaya.
Otro aspecto por el que se los Olaya Londoño se hicieron tan mediáticos fue por las nuevas tendencias de moda que trajeron las hijas del matrimonio del exterior. De hecho Teresa y sus hijas promovieron la participación de Colombia en reinados de belleza, que se materializó en 1932 con el establecimiento de un concurso nacional de belleza celebrado en Bogotá, y con el que se envió a una representante al concurso de belleza de Spa, en Bélgica. El éxito del certamen derivó a la creación de reinados de belleza a lo largo del país.

## Familia
María Teresa era miembro de una importante familia de la capital colombiana, y de acuerdo con los expertos fue gracias a la influencia de su familia que su marido logró llegar a la presidente de Colombia en 1930. 
Era hija de Andrés Adolfo Londoño Ascuénaga y Manuela Sáenz Pinzón. Era hermana del empresario y político Pedro Londoño Sáenz, quien cofundó el Club El Country, y el padre de Dolores Londoño Obregón, la madre del diplomático y político Carlos Sanz de Santamaría, de la misma familia del General Domingo Caycedo y Antonio Ricaurte. Era prima del pintor Alejandro Obregón Roses, y de la política Clara López Obregón (de la familia López de los Alfonsos).

### Matrimonio
María Teresa contrajo matrimonio con Enrique Olaya Herrera el 2 de diciembre de 1911, quien era pariente lejano suyo por la ascendencia común con Antonio Ricaurte. La ceremonia tuvo lugar en la casa de María Teresa y fue oficiada por el sacerdote católico italiano Francesco Ragonessi, cardenal y prefecto de San Marcelo, quien era el nuncio apostólico en Colombia, en representación del papa Pío X. Olaya era hijo de Emeterio Olaya Ricaurte, descendiente del noble neogranadino Jorge Miguel Lozano, Marqués de San Jorge; y estaba también emparentado con Jorge Tadeo Lozano, Antonio Ricaurte y Antonio Nariño.
El matrimonio Olaya Londoño tuvo dos hijas: María y Lucía Olaya Londoño. María, casada con Jorge Cárdenas Núñez (descendiente de Tomás Cipriano de Mosquera y hermano de la artista Carolina Cárdenas Núñez) y Lucía, casada con Manuel Aya Schroeder.